# ジャイアントイランド
ジャイアントイランドまたはジャイアントエランド（Tragelaphus derbianus）は、哺乳綱ウシ目（偶蹄目）ウシ科ブッシュバック属に分類される偶蹄類。

## 分布
カメルーン北部、ギニア、スーダン南部、セネガル、チャド南部、中央アフリカ共和国

## 形態
体長オス290センチメートル、メス220センチメートル。尾長55-78センチメートル。肩高オス150-180センチメートル、メス150センチメートル。体重オス450-900キログラム、メス440キログラム。左右の眼の間には三日月状に白い斑紋が入る。胴体に10-15本の白い横縞が入る。
雌雄共に先端が外側へ向かう角がある。耳介は幅広く、先端が丸みを帯びる。頸部腹面には肉垂がある。
T. d. derbianus ガンビアジャイアントイランド
胴体の毛衣は濃赤褐色や橙褐色で、横縞は14-15本。
T. d. gigas スーダンジャイアントイランド
胴体の毛衣は淡灰褐色で、横縞は10本の個体が多い。

## 分類
亜種コンゴジャイアントイランドは亜種スーダンジャイアントイランドと区別できないとする説もある。
- Tragelaphus derbianus derbianus　(Gray, 1847)　ガンビアジャイアントイランド
- Tragelaphus derbianus congolanus　(Rothschild, 1913)　コンゴジャイアントイランド
- Tragelaphus derbianus gigas　(Heuglin, 1863)　スーダンジャイアントイランド

## 生態
サバンナや森林に生息する。
食性は植物食で、木の葉などを食べる。
天敵として ライオン、ブチハイエナがいる。

## 保全状況評価
T. d. derbianus ガンビアジャイアントイランド
CRITICALLY ENDANGERED (IUCN Red List Ver. 3.1 (2001))

T. d. gigas スーダンジャイアントイランド
VULNERABLE (IUCN Red List Ver. 3.1 (2001))